# Tricladiopsis flagelliformis
Tricladiopsis flagelliformis är en svampart som beskrevs av Descals 1982. Tricladiopsis flagelliformis ingår i släktet Tricladiopsis, divisionen sporsäcksvampar och riket svampar.   Inga underarter finns listade i Catalogue of Life.